# Совки (Київ)
Со́вки — історична місцевість, селище у Києві розташована між проспектом Валерія Лобановського, вулицями Холодноярською, Михайла Максимовича і Жулянами. Розташоване в  Солом'янському районі.
Основні вулиці — Каменярів, Яблунева, Сумська, Мостова.
Прилягають до місцевостей Жуляни, Олександрівська слобідка, Ширма.

## Історія
Походження назви не встановлене. За однією з версій, назва походить від пташки совки або ж від однойменної комахи-шкідника. Можливо, в далекому минулому тут зустрічалися ці представники фауни.
На місці майбутніх Совок у 2-й половині XIV століття виник заміський двір київського князя Володимира Ольгердовича, що з кінця 14 століття фігурує як Володимерка. Під назвою Сувки (Сувка) вперше згадані як володіння домініканського монастиря, що 1612 року було продано шляхтичу Ярошу Покаловичу. У 1618 році придбані Києво-Печерською лаврою, а у 1656 році — Софійським монастирем.
Про Совки станом на середину XIX століття Л. Похилевич у праці «Сказания о населенных местностях Киевской губернии» писав:
|  | Жителей обоего пола 161. Она (деревня Совки — авт.) разбросана по живописным оврагам, поросшим густыми кустарниками. Пруд в деревне и при нем мельница принадлежат с 1850 года митрополитанскому дому взамен пруда, отданного кадетскому корпусу. Здесь же находится свечной восковой завод, устроенный в 1837 году Совки принадлежали до 1787 года Киево-Печерской Лавре, которой и ныне близ деревни принадлежит хорошая пасека. |

Зважаючи на невеликі розміри та малу кількість населення Совки до 1910-х років не мали власної церкви — це підтверджується картами Київщини 1850-х, 1890-х. Приписна каплиця, перетворена згодом на Покровську церкву, виникла близько 1911-12 років.
Про Совки кінця XIX століття можна знайти згадки і у «Словнику географічному Королівства Польського та інших земель слов'янських»:
|  | Совки … повіту Київського, Білогородської волості, парафії православної Жулян, за 5 верст від Києва, має 272 мешканці… Невелика цегельня. Став, із млином, що на ньому знаходиться, належить київським митрополитам |

.
На 1900 рік Совки, казенне село Білогородської волості Київського повіту, у селі дворів 132, мешканців 883 особи, з них чоловіків 436, жінок 447. Головне заняття мешканців — хліборобство. У селі школа грамоти, три цегельних заводи, належних Харитону Чиркову, Федору Скворцову та Дмитру Сингаївському, на кожному заводі працювало по 16 робітників, що прибули з Чернігівської губернії. Діяв шкіряний завод, належний Олександру Єрохіну, де працювало 35 чоловіків — 7 місцевих, а 28 прибулих з Чернігівської та Орловської губернії.
З 1923 року Совки в межах Києва, до того входили до Київського повіту Київської губернії. Невдовзі селище відійшло до Київської приміської смуги та до 1933 року були центром сільської ради і лише 1933 року були остаточно підпорядковані місту. Станом на 1932—1933 роки майже 90 % населення селища складали робітники, втім Совки також дуже постраждали від голодомору — із 1310 мешканців, що населеляи село 1932 року, загинуло 420 осіб — 32 % населення села…. Для порівняння — Друга світова війна забрала життя 100 мешканців селища.
Здавна і до 1-ї третини ХХ століття. Совки фактично мали лише дві вулиці — початкові частини сучасних вулиць Крутогірної та Каменярів.

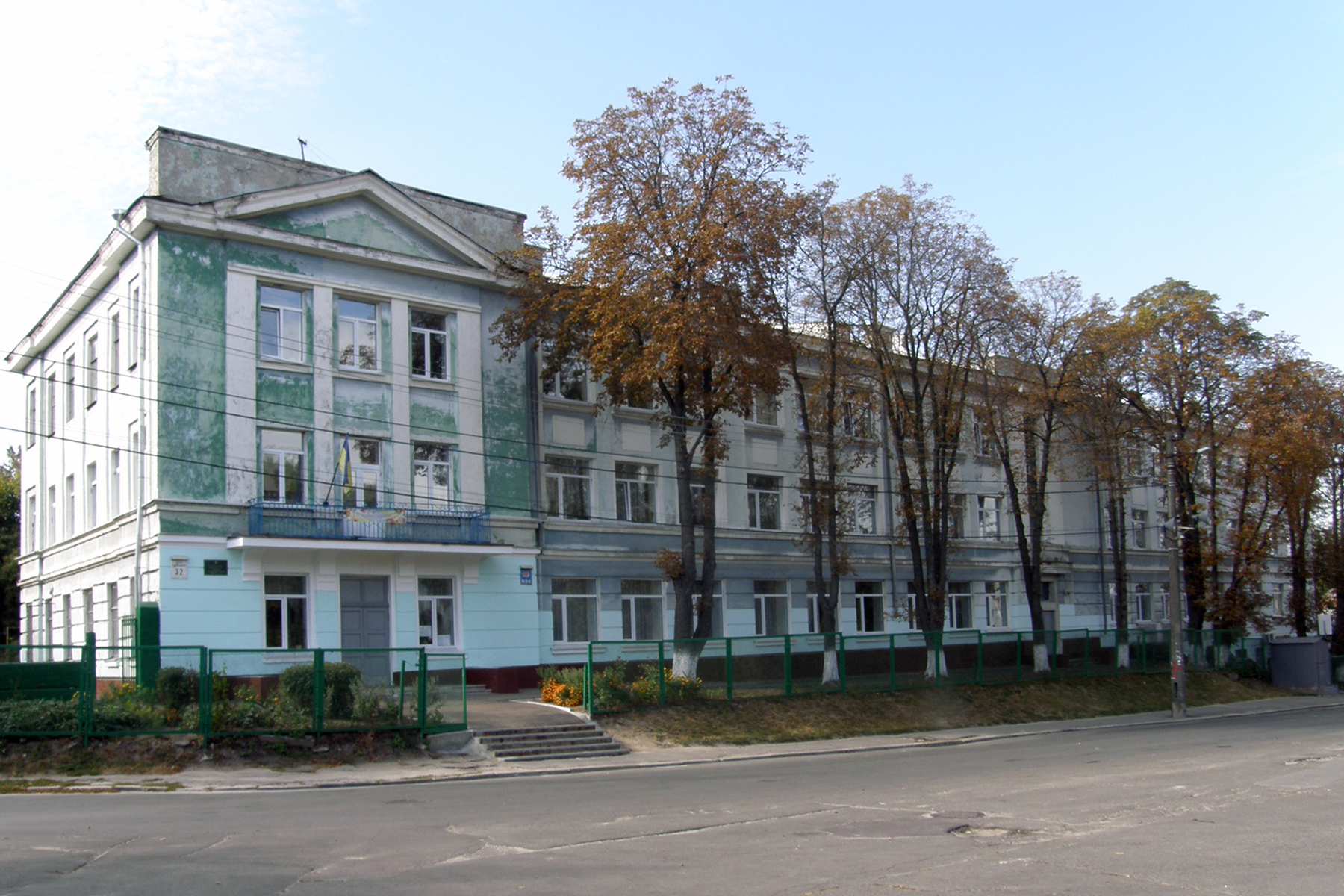
школа № 121, 1936 р., типовий проєкт – єдина школа селища

Протягом 1930—50-х років Совки здобули сучасного вигляду, коли під забудову було освоєно підвищення над Совськими балками. Тоді ж сформувалася сітка вулиць та провулків (32 вулиці та провулки) та збудовано основну частину існуючої одноповерхової садибної забудови.
Церква у Совках залишалася діючою і 1936 року, чи закривалася у 1938-39 роках, невідомо. Та церква точно діяла і за окупації і пізніше. Зруйнована була у 1960-х роках. Нині на тому місці збудовано новий православний храм.
Совки дали назву Совським ставкам, кладовищу, вулицям та провулкам, що існували або існують (нині назву Совська має одна з вулиць Жулян).